# Halo (canção de Lumix feat. Pia Maria)
"Halo" (em português: Olá) é a canção que representou a Áustria no Festival Eurovisão da Canção 2022 que teve lugar em Turim. A canção foi selecionada através de uma seleção interna. Na semifinal do dia 10 de maio, a canção não constou de entre os dez qualificados, pois terminou a semifinal em 15º lugar com 42 pontos.